# Ella ya me olvidó
«Ella ya me olvidó», llamada originalmente «Ella... ella ya me olvidó, yo la recuerdo ahora», es una canción compuesta por Mario Cosentino y el cantautor Leonardo Favio, quien la dio a conocer en 1968, en el disco Fuiste mía un verano.

## Versiones
- Raphael, álbum Aquí! (1969)
- Juanes, debutó con esta canción en el XLIV Festival Internacional de la Canción de Viña del Mar (2003).
- Los Acosta, álbum En vivo (2004)
- Iván Noble, álbum Nadie sabe dónde (2004)
- El Tecla, álbum Aquel que había muerto (2007)
- Maxi Espíndola, durante su presentación en el talent show Soñando por cantar (2012)
- Dread Mar-I, fue grabado para la película El vagoneta en el mundo del cine (2012)
- Jairo, álbum Propio y ajeno (2014)
- Juan Gabriel, fue cantada en el Luna Park (2014)
- Manuel Wirzt, álbum Vivo (2014)
- Luciano Pereyra (2019)
- Baglietto-Vitale (2019)
- Sofía Viola en Sesiones ¡FA! (2023)
- Omar Chaparro, personificando a su personaje "La Che Vaca", en sus programas Sabadazo (2013-2016) y Tu-Night (2022).